# Analia Pigrée
Analia Pigrée (Cayena, Guayana Francesa, 31 de julio de 2001) es una deportista francesa que compite en natación, especialista en el estilo espalda.
Ganó una medalla de bronce en el Campeonato Mundial de Natación de 2022, una medalla de oro en el Campeonato Europeo de Natación de 2022 y tres medallas en el Campeonato Europeo de Natación en Piscina Corta, en los años 2021 y 2023.

## Palmarés internacional
| Campeonato Mundial                  | Campeonato Mundial | Campeonato Mundial | Campeonato Mundial |
| Año                                 | Lugar              | Medalla            | Prueba             |
| ----------------------------------- | ------------------ | ------------------ | ------------------ |
| 2022                                | Budapest (Hungría) | Medalla de bronce  | 50 m espalda       |
| Campeonato Europeo                  |                    |                    |                    |
| Año                                 | Lugar              | Medalla            | Prueba             |
| 2022                                | Roma (Italia)      | Medalla de oro     | 50 m espalda       |
| Campeonato Europeo en Piscina Corta |                    |                    |                    |
| Año                                 | Lugar              | Medalla            | Prueba             |
| 2021                                | Kazán (Rusia)      | Medalla de plata   | 50 m espalda       |
| 2021                                | Kazán (Rusia)      | Medalla de bronce  | 100 m espalda      |
| 2023                                | Otopeni (Rumania)  | Medalla de bronce  | 50 m espalda       |